# Stefania Prestigiacomo
 (juin 2020).
Si vous disposez d'ouvrages ou d'articles de référence ou si vous connaissez des sites web de qualité traitant du thème abordé ici, merci de compléter l'article en donnant les références utiles à sa vérifiabilité et en les liant à la section « Notes et références ».
Stefania Prestigiacomo (née le 16 décembre 1966 à Syracuse) est une femme d'affaires et une personnalité politique italienne. 
Elle est ministre pour l’Égalité des chances des gouvernements Berlusconi II et III (2001-2006), puis ministre de l'Environnement du Gouvernement Berlusconi IV (8 mai 2008-16 novembre 2011).

## Biographie
Issue d'une famille d'entrepreneurs de Syracuse, en Sicile, elle travaille dans l'entreprise familiale, Vetroresina Engineering Development (VED) et est élue présidente du Groupe des jeunes entrepreneurs de la ville en 1990, à 23 ans.
Par ailleurs, elle est mariée à Angelo Bellucci, notaire et ancien coordinateur provincial de Forza Italia.
Elle est titulaire d'une licence en sciences des administrations publiques.

## Politique
Avant d'entrer en politique, elle votait pour la Démocratie chrétienne (DC), dont est membre son oncle, Santi Nicita, président de la Région sicilienne entre 1983 et 1984, mais soutenait surtout le Parti radical.
En 1994, elle adhère à Forza Italia, le parti de Silvio Berlusconi, et est élue à la Chambre des députés lors des élections législatives des 27 et 28 mars de cette même année. Au cours de ce premier mandat, elle est membre de la commission de la Fonction publique et du Travail, de la commission spéciale pour l'Enfance, et suppléante de la délégation italienne au Conseil de l'Europe et à l'Assemblée parlementaire de l'Union de l'Europe occidentale (UEO).
Réélue, au scrutin uninominal cette fois, aux législatives du 21 avril avril 1996 sous les couleurs de la coalition de centre droit du Pôle des libertés, Stefania Prestigiacomo devient vice-présidente du groupe parlementaire de son parti, Forza Italia.
Elle conserve son siège lors du scrutin du 13 mai 2001 puis est nommé ministre sans portefeuille chargée de l'Égalité des chances auprès du Président du Conseil Silvio Berlusconi. À ce poste, elle mène campagne en faveur de la procréation médicalement assistée, dans le cadre du référendum de 2005 qui ne sera pas validé faute d'une participation suffisante, et tente sans succès d'imposer des quotas féminins (quote rosa) lors du débat parlementaire sur la nouvelle loi électorale.
De nouveau candidate lors des élections législatives d'avril 2006, elle est réélue députée de Sicile. Elle est réélue deux ans plus tard.
Le 8 mai 2008, Stefania Prestigiacomo est nommée ministre de l'Environnement, de la Protection du territoire et de la Mer dans le quatrième cabinet de Silvio Berlusconi.